# Nyasa
El Nyasa són un poble d'Àfrica oriental, concentrats principalment a Malawi, al sud-oest de Tanzània i parts del nord de Moçambic. Aquest poble també se'ls coneix com a Kimanda, Kinyasa i Manda.
La major part dels Nyasa viuen al llarg de les costes del nord-est del llac Malawi.
Molts Nyanja de Malawi es refereixen a si mateixos com a Nyasa; en 2010, més o menys 500.000 persones van reivindicar ser Nyasa.